# Kenebibi
Kenebibi ist ein indonesisches Desa im Distrikt (Kecamatan) Kakuluk Mesak, Regierungsbezirk (Kabupaten) Belu (Provinz Ost-Nusa Tenggara) auf der Insel Timor. Kenebibi befindet sich im Norden des Distrikts, an der Küste der Sawusee. 2010 lebten hier 2661 Menschen.

## Geschichte
1894 begann Portugal eine Offensive im Westen ihres Herrschaftsgebiets gegen rebellischen Herrscher. Dabei wurde in Cowa im September 1895 ein portugiesisches Expeditionskorps komplett von den Timoresen aufgerieben. Bei der Vergeltungsaktion durch Gouverneur José Celestino da Silva wurde der Ort Cotubaba den Erdboden gleichgemacht und jeder Einwohner, der nicht fliehen konnte, getötet. Dom Alexandre da Costa Mendes und zahlreiche andere Kemak flohen in das niederländische Westtimor und ließen sich in Fatukmetan im heutigen Kenebibi, vier Kilometer östlich von Atapupu nieder.